# Palazzo Soragna

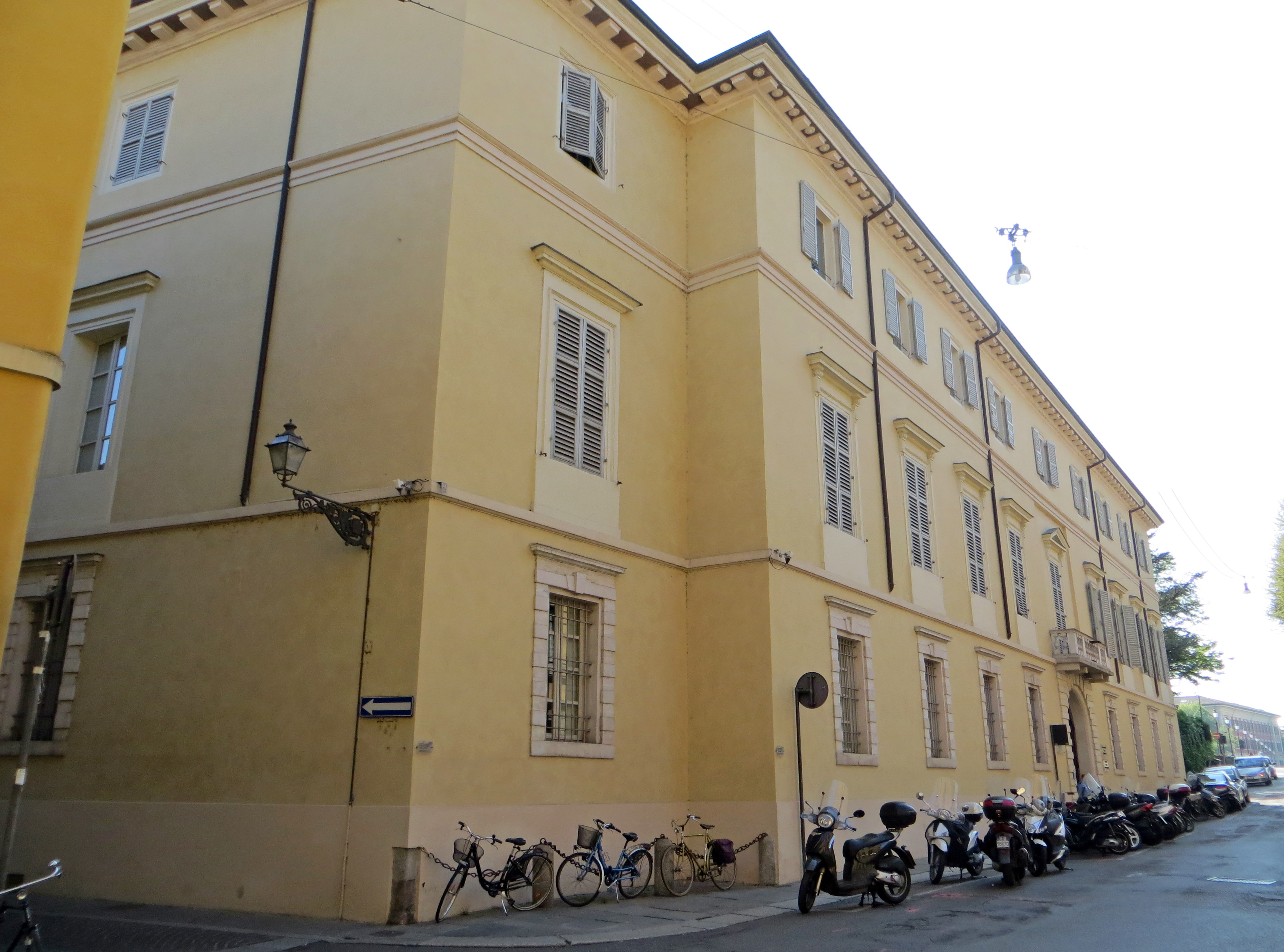
Palazzo Soragna in Parma

Der Palazzo Soragna, auch Palazzo Meli-Lupi genannt, ist ein klassizistischer Palast historischen Zentrum von Parma in der italienischen Region Emilia-Romagna. Er liegt in der Strada al Ponte Caprazucca 6a. Dort ist der Sitz der Unione Parmense degli Industriali (dt.: Industriellenunion von Parma) untergebracht.

## Geschichte
Den ursprünglichen Palast ließ die Familie Dalla Rosa um die Mitte des 16. Jahrhunderts errichten. Sie behielt ihn bis 1795 und verkaufte ihn dann an die Herzöge Meli-Lupi aus Soragna.
Die neuen Eigentümer beauftragten den Architekten Angelo Rasori mit dem kompletten Umbau des Palastes, der sich damals in desolatem Zustand befand, im klassizistischen Stil.
Das Gebäude verfiel im Laufe des 20. Jahrhunderts, bis es 1977 die Unione Parmense degli Industriali kaufte und sich um seine vollständige Restaurierung kümmerte und es zu ihrem Sitz machte. Heute ist in dem Palast auch die Gruppo Imprese Artigiane mit denen mit ihr verbundenen Gesellschaften und Organisationen untergebracht.

## Beschreibung
Der Palast, der auf einem unregelmäßig geformten Grundstück steht, ist symmetrisch um einen großen Innenhof herum angeordnet.
Die Hauptfassade, die rigoros symmetrisch aufgebaut ist, teilt sich auf drei Baukörper auf, von denen der mittlere, der gegenüber den seitlichen etwas vorspringt, der bei Weitem breiteste ist. Die Fenster im Erdgeschoss haben ungewöhnliche Rahmen mit Bossenwerkbändern, wie man sie auch um das große Eingangsportal sieht, über dem ein Balkon mit Balustrade angebracht ist. Im ersten Obergeschoss haben die Fenster elegante Rahmen, im zweiten Obergeschoss etwas einfachere. Oben an der Fassade verläuft ein schön ausgearbeitetes Traufgesims. Die gleichen Dekorationen finden sich an der Seitenfassade zum ‚‘Borgo Cantelli‘‘.
Der weite Hof, der auf drei Seiten mit Vorhallen mit Rundbögen versehen ist, die in der Mitte durch venezianische Fenster unterbrochen sind, ist ebenfalls durch strenge Symmetrie gekennzeichnet. Auf der Rückseite liegt ein zweiter Hof, in dem ein Garten angelegt wurde.
Im Inneren führt eine imposante Treppe mit verzierter Decke, die von Rasori gestaltet wurde, zum ersten Obergeschoss, wo es verschiedene, dekorierte Räume gibt, darunter die wertvolle Sala degli Stucchi (dt.: Stucksaal), der durch einen kleinen, offenen Kamin mit Medaillons gekennzeichnet ist. Die Räume sind mit wertvollen Möbeln und alten Gemälden bestückt. Es gibt dort auch ein Gemälde aus dem 20. Jahrhundert, geschaffen von Guido Montanari, auf dem die Arbeit in verschiedenen Formen dargestellt ist.
Im Palast liegt schließlich ein eleganter Kongresssaal mit 140 Sitzplätzen.